# Swiad Isoria
Swiad Isoria (georgisch ზვიად იზორია; * 6. Januar 1984 in Choni, Imeretien, Georgische SSR) ist ein georgischer Schachmeister. Seit März 2013 spielt er für den US-amerikanischen Schachverband.

## Leben
Isoria kam als acht- oder neunjähriger in einen Schachklub in Choni, Georgien. Später zog seine Familie während des Bürgerkriegs nach Sankt Petersburg, wo Isoria von starken Schachtrainern, zuletzt von Alexei Junejew, Unterricht erhielt. 1996 siedelte sich die Familie wieder in Georgien an, wo Isoria ohne ständigen Schachtrainer auskommen musste. Isoria lebt heute in Tiflis.

## Schachkarriere
Er gewann eine Vielzahl an nationalen Jugendmeisterschaften, 2000 wurde er Jugendweltmeister U16, 2001 wurde er Jugendeuropameister in den Kategorien U18 und U20, sowie Vizeweltmeister U18. 2002 wurde er erneut Jugendeuropameister U20, bei der georgischen Meisterschaft der Erwachsenen Zweiter und erhielt von der FIDE den Großmeistertitel verliehen. Im gleichen Jahr vertrat er erstmals Georgien bei der Schacholympiade, in den Jahren 2004 und 2008 nahm er erneut an der Schacholympiade teil. 2003 feierte er geteilte Siege in Izmir und Hoogeveen. 2004 wurde er beim Tigran-Petrosjan-Memorial in Jerewan geteilter Zweiter nach Wassyl Iwantschuk. 2005 feierte er seinen bislang größten Erfolg: Er gewann in Minneapolis eines der bestdotierten Open der Welt vor unter anderem Gata Kamsky, Alexander Beliavsky, Pentala Harikrishna, Jaan Ehlvest und Artur Jussupow. Isoria konnte sich zweimal für den Schach-Weltpokal qualifizieren. Während er 2005 in der ersten Runde an Sergey Erenburg scheiterte, konnte er 2007 nicht teilnehmen, da sein Einreisevisum nicht rechtzeitig fertig wurde.
In der United States Chess League spielte er 2013 und 2015 für Manhattan Applesauce und gewann 2015 den Titel.
Mit seiner bisher höchsten Elo-Zahl von 2660 im Juli 2006 lag er auf Platz 48 in der Weltrangliste.